# Alan Wake
『Alan Wake』（アランウェイク）は、フィンランドのゲーム会社レメディー・エンターテインメントが開発し、マイクロソフトより2010年5月に発売されたXbox 360用アクションアドベンチャーゲーム。2012年2月17日にはSteamおよびリテール版などの形でPC版が販売され、日本語版はイーフロンティアより同年3月30日に発売された。PC版の制作にはNordic gamesも携わっている。2017年5月15日をもってゲーム内楽曲のライセンスが切れ、販売を終了していたが、2018年10月26日にPC版の販売が再開された。
2021年10月5日にリマスター版である『Alan Wake Remastered』がEpic GamesよりPC（Epic Gamesストア）/Xbox Series X/S/Xbox One/PlayStation 5/PlayStation 4向けに発売、2022年10月20日にはNintendo Switch向けに発売された。

## 概要
アメリカのベストセラー作家アラン・ウェイクが、休養で訪れた田舎町で超自然的存在に襲われ、姿を消した妻を取り戻すための探索に身を投じるアクションアドベンチャーゲーム。ホラー・サスペンス要素を含む。
ストーリーや作品世界、ゲームシステムに共通して、「光と闇の戦い」というコンセプトが組み込まれている。ストーリーは主人公アランを取り込もうと狙う闇の力との対決の物語であり、舞台として日中の平和な田舎町と異様な気配に満ちた夜の森などが対照的に描かれる。また、常に闇の中で発生する戦闘では、銃器のほかに光を放つライト類が欠かせないシステムを採用している。
作品世界にはスティーブン・キングの著作の影響が大きく、展開などは酷似している部分も随所に見られる（ゲーム中でもその事を指摘するセリフが存在する）。また「見た目だけで判断できない人物」や「町全体を覆う得体の知れない『もの』」など、ステージの雰囲気はツイン・ピークスやLOSTなどの海外ドラマを参考にしたとレメディーの開発スタッフがコメントしている。また、本作のスピンオフ作品である『Alan Wake: American Nightmare』がXbox Live Arcade作品として2012年にリリースされ、後日談が描かれた。

## システム
プレイヤーは肩越しの視点で主人公を操作してゲームを進める。探索と戦闘はシームレスであるため、戦闘はサードパーソン・シューティングゲームの形態を取る（ただし敵は銃器を持たない）。舞台設定上、軍用の銃は登場せず、使用できる武器はリボルバー、狩猟用のライフルやショットガン、あるいは信号用のフレアガンといったものに限られる。
さらに主人公も、銃を持ち歩いたことすらない民間人の小説家という設定であり、連続して攻撃を受けると簡単に倒されるうえ、逃走に有効なダッシュも比較的短距離しか維持できない（その代わりに、タイミングよくボタンを押すことで敵の攻撃を寸前で回避するシステムが搭載されている）。戦闘での最大の特色は、登場する敵が銃器だけでは倒せないことが挙げられる。プレイヤーはまずフラッシュライトなどで光を浴びせて敵の纏う闇を取り除き、それから銃撃でとどめを刺すという手順を踏む必要がある。

## イントロダクション
自分が書いた小説の登場人物に命を狙われるという悪夢の中で、眩い光の姿をした何者かが大事なことを告げていた。間もなく目覚める闇と、否応なく巻き込まれるそれとの戦いに備えられるように……。
「アラン…起きて。」
ベストセラー作家アラン・ウェイクは、妻のアリスに起こされ悪夢から目を覚ました。彼は深刻なスランプから脱出するため、妻のアリスと共に住まいのニューヨークを離れ、ワシントン州に位置する田舎町「ブライトフォールズ」を訪れていた。広大な森林に囲まれ、穏やかな湖を擁する美しい景観はアランの苦悩を和らげるものであったが、宿泊先であるコールドロンレイクのダイバー島に建てられたキャビンで、タイプライターを持ってきたアリスと喧嘩をしてしまう。
たまりかねたアランがキャビンを出た直後、アリスの悲鳴が響いた。建物に戻ったアランが目にしたのは、湖へ沈んでゆくアリスだった。救助のためアランは湖へ飛び込むが、意識を取り戻したのは事故を起こした車の中だった。何が起こったのか理解できないまま、助けを求め暗い森の中を走るアランの前に、空から原稿用紙が舞い落ちる。『ディパーチャー』というその題はアランが最新作に使おうと決めていたもので、著者もなぜか自分名義になっていた。書いた覚えもないその原稿には、主人公が暗い森の中で斧を持った殺人鬼に襲われるという場面が描かれており、やがてそれが自分の身に本当に起こってしまう。夢の中で声に教えられた通り、ライトの光を当てて闇を焼き払い、拳銃で彼らを倒したアランだったが、それは闇との長い闘いの始まりにすぎなかった───。

## 登場人物
※声優は日本語吹き替え版のもの
アラン・ウェイク（ALAN WAKE）
声 - 咲野俊介
本作の主人公。ニューヨーク州に在住するスリラー作家。「アレックス・ケイシー」シリーズを大ヒットさせたベストセラー作家だが、酷いスランプに陥り、2年間一文字も書けないでいる。
療養と休暇を兼ねた旅行で妻のアリスと共にブライトフォールズを訪れるが、本人が気づかない内に湖に眠る闇の存在に利用され、戦いへ身を投じることになった。
短気な性格ですぐに手が出るため、今までに警察沙汰を何度か起こしている。アリスの事を深く愛しているが、スランプに陥って以来、彼女に声を荒らげてしまうことも少なくない。
アリス・ウェイク（ALICE WAKE）
声 - 甲斐田裕子
アランの妻でプロの写真家。個展を開くほどの腕の持ち主であり、アランの著作のデザインも担当する。暗所恐怖症でもある。
長く続くアランのスランプに苦しみながらも、あきらめることなく彼を支え続けている。一方でバリーにはあまり良い印象を持っていない。
表向きはアランの休養、実際にはアランを精神科医ハートマンに診せることを目的に、ブライトフォールズへの旅行を提案した。コールドロンレイクにあるキャビンで、アランを利用しようと目論む闇の力に捕らえられてしまう。
バリー・ウィーラー（BARRY WHEELER）
声 - 高木渉
アランの出版エージェント。小太りで口達者なお調子者の男性。アランとは幼馴染であり、新人時代からアランを支えている。
アランには粗略に扱われ、アリスには良く思われていないことを知っているが、夫妻と連絡が途絶えたことを心配し、ブライトフォールズへ駆け付ける。
ニューヨーク育ちのため田舎嫌いで、アレルギーがありホコリが多いところも苦手。
サラ・ブレーカー（SARAH BREAKER）
声 - 浅川悠
ブライトフォールズの保安官を務める女性。正義感が強く、権力者や著名人にも媚びることなく接する。警官であった父を持ち、比較的若年であるため、住民からは人望と同時に親しみをも集めている。
アランには父に似た面影を感じており、不審な言動が多い彼に対して一定の理解を示す。一方で、高圧的で手段を択ばないナイチンゲールを良く思っていない。
エミル・ハートマン（EMIL HARTMAN）
声 - 仲野裕
コールドロンレイクの湖畔で私設クリニックを経営するアーティスト専門の精神科医。著書に『創作家のジレンマ』がある。
治療という名目で施設を運営しているが、実際は自分自身の目的の為に患者を幽閉しており、アランのことも被験体として利用しようとしている。トーマス・ゼインのアシスタントをしていたことがあり、施設にある日時計には彼を偲ぶ詩が刻まれている。
ローズ・マリーゴールド（ROSE MARIGOLD）
声 - 東條加那子
市街地にあるダイナーに勤務するウェイトレス。
アランの熱狂的なファンで、店には本屋からもらったアランの等身大パネルを飾っているほど。トレーラーハウスの寝室にはアランの切り抜き写真が貼られており、ファンサイトまで運営している。ラスティの事は異性として意識しているが、ローズ自身の夢見がちな性格が邪魔をして関係を深められていない。
物語の中盤で闇に触れられ、アランを罠にはめるために利用されてしまう。
ラスティ（RUSTY）
声 - 岩崎了
「エルダーウッド国立公園」の自然保護官。既婚者であるが、夫婦の仲は破綻しきっている。
休憩時間にはわざわざ街にあるダイナーまでコーヒーを飲みに来ている。ローズとはお互いに一歩踏み込めずにいる。アランがラバーズ峠に向かう際に闇に襲われ重傷を負ってしまい、そのまま闇に取り込まれてしまう。
パット・メイン（PAT MAINE）
声 - 辻親八
ブライトフォールズのラジオ局「KBF-FM」でパーソナリティを務める穏やかな老人。アランが最初に出会うブライトフォールズの住民。
オーディン・アンダーソン（ODIN ANDERSON）
声 - 秋元羊介
1970年代のロックバンド「オールドゴッズ・オブ・アースガルズ」のバンドメンバーだった老人。陽気な性格だが、認知症とヘルニアを患っている。
北欧神話の神にちなんで「オーディン」に改名した過去があり、神話のオーディン同様、片目に眼帯をしている。引退後は湖に近いアンダーソン農場に住み、密造酒を作っていた。なぜか初対面の時からアランをトムと呼ぶ。
トール・アンダーソン（THOR ANDERSON）
声 - 塚田正昭
オーディンの兄弟で、「オールドゴッズ・オブ・アースガルズ」のバンドメンバーだった老人。物騒な物言いが特徴で、オーディンと同じく認知症を患っている。
北欧神話の神にちなんで「トール」に改名した過去がある。金槌を持つ神話のトールにちなみ、ビニール製の玩具のハンマーを持っている。オーディンと同じく初対面のアランをトムと呼ぶ。
シンシア・ウィーバー（CYNTHIA WEAVER）
声 - 定岡小百合
暗闇を異様に恐れ、町中の照明を点検して回っている女性。常にランプを抱えている姿から、町の住民からは「ランプおばさん」と呼ばれる。
かつては地元紙の記者であり、怪事件にまつわるオカルトめいた記事を多く執筆していた。
カール・スタッキー（Carl Stucky）
ガソリンスタンドのオーナー。キャビンの管理人もやっており、本来ならばウェイク夫妻とダイナーで落ち合ってキャビンの鍵を渡すはずだった。トイレに行った際にバーバラ・ジャガーと接触があったため、ガソリンスタンドで正気を失ったあと、伐採キャンプでアランを襲撃する。
モット（MOTT）
声 - 土門仁
ブライトフォールズでは有名なトラブルメーカーである男。帽子と迷彩服を着用している。
ウェイク夫妻が町を訪れた際の船上で二人のことを見ていたが、その後アリスをさらった誘拐犯としてアランと再会することになる。しかし実際には彼女の行方について一切知らず、アランを脅して原稿を手に入れることが目的だった。アランとの待ち合わせ場所でバーバラと遭遇してしまい、竜巻に巻き込まれ死亡する。その後、アランはクリニックの集合写真を見て、彼を動かしていたのはハートマンであることを確信することになる。
ロバート・ナイチンゲール（ROBERT NIGHTNGALE）
声 - 山野井仁
FBI捜査官。ある事件の重要参考人としてアランの行方を追う。
職務中にも酒が手放せないほど重度のアルコール依存症であり、アランへの病的な敵意に取り憑かれている。
アランを捕えるためには手段を選ばず、まともな捜査の手続きも踏まずに武装した多数の人員に彼を追わせ、自身も一般人を巻き添えにしかねない状況で発砲するなど、常軌を逸した行動を見せる。
トーマス・ゼイン（THOMAS ZANE）
声 - 稲葉実
1970年代に、コールドロンレイク付近で執筆活動をしていたとされる詩人。
創作家としてある程度の名声を得て、地元紙にも名の残る人物だが、なぜか彼の著作は現存せず、地元の住民たちも数名を除いて彼を記憶していない。
バーバラ・ジャガー（BARBARA JAGGER）
ゼインの恋人だった女性。故人。
1970年7月10日にコールドロンレイクで溺死したとの記録が残っているが、ゼイン同様、ブライトフォールズでは実在した人物として認識されておらず、暗闇に潜む「引っかき女」という都市伝説として語られている。
喪服の老女
声 - 磯辺万沙子
喪服を着た謎の老女。
ダイナーの奥の暗い廊下でアランの前に現れ、彼にキャビンの鍵を手渡す。

## 武器・装備品
リボルバー(コルト・パイソン)
一般に普及している6連装のリボルバー。使用できる銃器の中では最も威力が低い。
ショットガン
ダブルバレルショットガン。序盤から手に入る高威力の武器だが、2発しか装填できないため頻繁なリロードが必要になる。
ポンプアクションショットガン(ウィンチェスターM1300)
8連装のショットガン。連射速度はダブルバレルのショットガンに劣るが、敵前でのリロードは少なくなるため総合的な使い勝手は上。
ライフル(レミントンM7CDL)
5連装のライフル。銃器の中でも威力が最も高い。
フレアガン
信号弾を打ち出す銃。信号弾の発光と爆発で広範囲の敵に大ダメージを与えられる。弾速は遅め。
発炎筒
使用することで光と煙を一定時間放出する。ダメージは与えられないが、敵の纏う闇を剥がしつつ、怯ませて攻撃を中断させられる。地面に放るか、手に持って歩くことができる。
閃光手榴弾
爆風ではなく強烈な光を放つ手榴弾。広範囲の敵に光を浴びせ、闇を剥がすとともに大ダメージを与える。耐久力の低い敵なら、闇を纏っていても一撃で消し飛ばすことができる。
フラッシュライト
序盤から持っている標準的な小型ライト。
大型フラッシュライト
フラッシュライトよりもバッテリーが長く持つ。
ランタン
フラッシュライトよりも広範囲を照らせるがバッテリーの消費が激しい。
大型ランタン
ランタンよりも強力でバッテリーも長持ちする。
弾薬・バッテリー
各銃器の弾薬、ライト類の電源であるリチウムバッテリーが各所で手に入る。

## 登場する敵
闇に支配された者達（Taken）
闇に取り込まれてしまった人間達。闇の意思に従いアランや街の人間を襲う。体が闇に覆われているため、まず光を浴びせて闇を焼き払わない限り、銃でダメージを与えられない。
元は普通の人間であり、ネルシャツにヘルメット姿の屋外労働者や、フード付きパーカーを着た街の若者など、姿は様々。刃物や鈍器を手に襲ってくるが、銃は使わない。
服装は数種類あるが、特徴は体格によって2種類に大別される。大柄なものはやや鈍重ながら、身体に纏う闇が厚く、体力と攻撃力も高めでタックルを使う。標準的なものは素早く、複数で挟み撃ちを狙ってくることも多いが、闇の厚さ、体力、攻撃力は大柄なものに劣り、手斧を投げてくる者もいる。また、チェーンソーを持つ者や、高速移動する個体もいる。
ストーリー上で闇に襲われた人物は、支配された結果ボスキャラクターとして登場することが多いが、アラン同様、闇に触れられただけで支配されずにすんだ人物もいる。
鳥の群れ
闇に取り込まれたカラスの群れ。闇に支配された人間同様にアラン達に襲いかかる。
光を当てると消滅して群れの数が減り、一定数以下に減らすと消滅する。
ポルターガイスト（Poltergeist）
闇の力を受けてアランを襲う物体。木箱やドラム缶、鋼管といった物体は、浮き上がってから突っ込んでくる単純な動きを繰り返すだけだが、ボスとして登場する車両や重機は、休みなく執拗にアランを追い回す。いずれも光を当て続ければ消滅させる事ができる。
竜巻
闇そのものが渦を巻いているかのような黒い竜巻。車輌やトロッコなどを投げ飛ばしてくる。本編における最後の敵。

## その他
コールドロンレイク
ブライトフォールズの名所として知られる風光明媚な湖。火山性地形を意味する「コールドロン」の名の通り、火口湖である。
かつては湖上に小島が存在したが、火山活動とされる異変により、島にキャビンを構えていたトーマス・ゼインと共に水没した。
湖付近では古くから失踪などの奇妙な事件が起きており、地元では曰く付きの場所としても知られている。
ダイバー島
コールドロンレイクにかつて存在し、1970年に水没した島。ゼインがダイビングを趣味にしていたことから「ダイバー島」の名で呼ばれている。上空から見ると鳥の足のような形をしており、バードレッグキャビンの名の由来になっている。
喪服の女に渡された鍵と紙に従い、アランとアリスは水没した筈のこの場所へ辿り着き、存在しないキャビンに足を踏み入れる。
原稿
アランには覚えのない、しかし彼自身が書いた小説の原稿。ディパーチャーという題名で、書かれているのはアランが直面している事態そのもの。随所で手に入り、入手時点の少し後に起きることが書かれているものが多い。アラン以外の人物の心理や行動を知ることもできる。
その内容の謎と、誰が原稿を置いていたのかは、ゲーム後半で明らかになる。
クリッカー
照明器具のものらしい、古めかしいボタン式スイッチ。かつてアランの父親が、暗闇に怯える幼いアランに与えたもの。
幼いアランには「暗闇を追い払う魔法のスイッチ」であり、彼の成人後もお守りとして持っていた。三年前のニューヨークでの吹雪の夜、停電に不安を隠せないアリスを落ち着かせるため、アランから彼女に贈られた。物語の終盤で大きな役割を果たす。
メッセージ
壁などをライトで照らすと浮かび上がるメッセージ。アイテムボックスのありかへ導く目印であったり、注意を促す内容であったりする。
ある人物が、闇の力との決戦に備えて用意したもの。
光
街灯などから明るい光が注ぐ場所。光の中へ入ると敵は撤退し、アランの体力が急速に回復する。各所に点在し、多くはチェックポイントとして機能する。
また、敵の突進を避けるなどで光の中へ飛び込ませると、即座に消滅させることができる。
車
エピソードの一部で乗ることができる。セダンや4WD、ピックアップトラックなど種類は豊富。
ヘッドライトの光と、車体での接触で敵を攻撃する事もできるが、ダメージを受け続けると走行不能になり強制的に降ろされる。
ラジオ
各所に設置されたラジオ。スイッチを入れるとパット・メインの番組が流れ、その時点でのブライトフォールズの状況を知ることができる。危険に満ちた闇の中では、正常な世界との数少ない接点ともなる。
テレビ
各所に設置されたテレビ。近寄ると勝手に電源が入り、キャビンで小説を書こうと苦しむアランの映像か、不条理とオカルトをテーマにした短編ドラマシリーズ『ナイトスプリングス』を映し出す。どの回かは不明だが、ナイトスプリングスの脚本には下積み時代のアランが執筆したものもある。
コーヒーポット
各所に設置された魔法瓶タイプのコーヒーポット。
収集用アイテムであり、取得した数に対応して実績が解除される。
缶の山
ゲーム中に点在する、空き缶を積み重ねたオブジェクト。銃で撃つと崩せる。
コーヒーポットより数は少ないが、これも実績解除用。すべて崩すと対応した実績が解除される。
密猟者の罠
密猟者によって森の中に設置されたトラバサミ。発光するため、踏み分け道にあるものは判別が容易だが、踏んでしまうと拘束され、敵との強制戦闘が始まってしまう。
攻撃に使える設置物
場所によっては、屋外作業用の投光器やサーチライトなどの照明機器を戦闘に利用できる。派手なフラッシュや噴き上がる火花が敵を阻む野外ライブステージでの戦闘もある。
また、撃つと爆発するガスボンベや、切断されて漏電している電線などで敵を倒すこともできる。

## ダウンロードコンテンツ
「シグナル」と「小説家」という2つの追加エピソードがリリースされた。本編終了後のアランの戦いを描く内容で、ストーリーは「特別編1：シグナル」から「特別編2：小説家」へと続く。

## 続編・スピンオフ作品
Alan Wake's American Nightmare
Xbox LiveアーケードおよびSteamでのダウンロード販売。日本語吹き替えは無く、字幕のみ日本語対応。
舞台をブライトフォールズからアリゾナへと移し、新たな登場人物が追加される等、続編ではあるが1つの独立した短編作品となっている。
2017年5月15日以降も本作の販売は継続される。
Alan Wake 2
2023年10月27日に、PS5/Xbox Series X|S/PC向けにダウンロード専用のタイトルとして発売された。2024年10月22日には日本国内でパッケージ版が「デラックスエディション」として発売される。

## 反響

### 批評
本作はアメリカ『TIME』誌で2010年ベスト・ゲームに選出された。「メタ認知とヒッチコック的なサスペンスの融合はAlan Wakeのゲームプレイに非常にユニークで楽しい体験をもたらし、今年最も素晴らしいゲームを完成させた。今年（2010年）多くのゲームタイトルがMatureレーティング（17歳以上向け）を冠したが、ALAN WAKEほど成熟したゲームはなかった。」と評されている。

### 受賞
| 年   | 賞                                                     | 部門                               | 結果       | 出典   |
| ---- | ------------------------------------------------------ | ---------------------------------- | ---------- | ------ |
| 2010 | 第7回英国アカデミー賞ゲーム部門                        | Original Music                     | ノミネート | [ 7 ]  |
| 2010 | 第7回英国アカデミー賞ゲーム部門                        | Story                              | ノミネート | [ 7 ]  |
| 2010 | 第7回英国アカデミー賞ゲーム部門                        | Use of Audio                       | ノミネート | [ 7 ]  |
| 2010 | Annual Game Music Awards (by Square Enix Music Online) | Best Score – Europe                | 受賞       | [ 8 ]  |
| 2010 | Video Game Awards 2010                                 | Best Xbox 360 Game                 | ノミネート |        |
| 2010 | GameSpot Best of 2010                                  | Best Original IP (Reader's Choice) | 受賞       | [ 9 ]  |
| 2010 | GameSpot Best of 2010                                  | Best Story                         | ノミネート | [ 10 ] |
| 2010 | GameSpot Best of 2010                                  | Best Graphics, Artistic            | ノミネート | [ 11 ] |
| 2010 | GameSpot Best of 2010                                  | Best Atmosphere                    | ノミネート | [ 12 ] |
| 2010 | GameSpot Best of 2010                                  | Best Sound Design                  | ノミネート | [ 13 ] |
| 2010 | GameSpot Best of 2010                                  | Best Voice Acting                  | ノミネート | [ 14 ] |
| 2010 | GameSpot Best of 2010                                  | Best Original Game Mechanic        | ノミネート | [ 15 ] |
| 2010 | GameSpot Best of 2010                                  | Best Writing/Dialogue              | ノミネート | [ 16 ] |
| 2010 | IGN Best of 2010 – Xbox 360                            | Best Horror Game                   | 受賞       | [ 17 ] |
| 2010 | IGN Best of 2010 – Xbox 360                            | Best Character (Alan Wake)         | ノミネート | [ 18 ] |
| 2010 | IGN Best of 2010 – Xbox 360                            | Best Story                         | ノミネート | [ 19 ] |
| 2010 | IGN Best of 2010 – Xbox 360                            | Coolest Atmosphere                 | ノミネート | [ 20 ] |
| 2010 | IGN Best of 2010 – Xbox 360                            | Most Innovative Gameplay           | ノミネート | [ 21 ] |
| 2010 | Shacknews Best of 2010 Awards                          | Action-Adventure                   | ノミネート | [ 22 ] |
| 2010 | Shacknews Best of 2010 Awards                          | Game of the Year                   | ノミネート | [ 23 ] |
| 2010 | Shacknews Best of 2010 Awards                          | New Face We Hope to See Again      | 次点       | [ 24 ] |
| 2010 | Shacknews Best of 2010 Awards                          | Story                              | ノミネート | [ 25 ] |
| 2010 | Shacknews Best of 2010 Awards                          | Xbox 360 Exclusive                 | ノミネート | [ 26 ] |